# Musikjahr 1897
Liste der Musikjahre

◄◄ | ◄ | 1893 | 1894 | 1895 | 1896 | Musikjahr 1897 | 1898 | 1899 | 1900 | 1901 | ► | ►►

Weitere Ereignisse
Dieser Artikel behandelt das Musikjahr 1897.

## Instrumentalmusik (Auswahl)
- Johann Strauss (Sohn): Heut’ ist heut’ (Walzer) op. 471; An der Elbe (Walzer) op. 477. Es ist das letzte Walzerstück des Komponisten, das mit einer Opuszahl versehen wurde.
- Antonín Dvořák: Heldenlied op. 111 (Sinfonische Dichtung)
- Claude Debussy: Chansons de Bilitis
- Carl Michael Ziehrer: Ziehrereien, Walzer op. 478
- Richard Strauss: Zwei Gesänge op. 34 für 16-stimmigen gemischten Chor; Vier Gesänge für eine Singstimme mit Begleitung des Orchesters op. 33

## Musiktheater

Emma Calvé als Sapho

- 07. Januar: Am neu eröffneten Teatro Amazonas im brasilianischen Manaus, inmitten des Dschungels gelegen, wird als erste Oper La Gioconda von Amilcare Ponchielli aufgeführt.
- 23. Januar: Die Uraufführung der melodramatischen Oper Königskinder von Engelbert Humperdinck mit dem Libretto von Elsa Bernstein, die dieses unter dem Pseudonym Ernst Rosmer verfasst hat, findet mit Erfolg am Hoftheater in München statt.
- 07. März: Die Uraufführung der komischen Oper Le Tonnelier de Nuremberg von Louis Lacombe erfolgt in Koblenz.
- 13. März: Uraufführung der Operette Die Göttin der Vernunft von Johann Strauss (Sohn) im Theater an der Wien. Es ist die letzte Operette des Komponisten, die zu dessen Lebzeiten herauskam.
- 11. April: Uraufführung der Oper Gernot von Eugen d’Albert in Mannheim.
- 06. Mai: Die Oper La Bohème von Ruggero Leoncavallo, der auch das Libretto verfasste, wird am Teatro La Fenice in Venedig uraufgeführt. Die Handlung basiert genau wie Giacomo Puccinis gleichnamige Oper aus dem Vorjahr auf dem Roman Les scènes de la vie de bohème von Henri Murger, orientiert sich jedoch enger an der Vorlage. Die konkurrierende Arbeit am gleichen Stoff hat die ursprüngliche Freundschaft zwischen Puccini und Leoncavallo beendet. An Puccinis Erfolg kommt Leoncavallo mit seinem Werk nie heran. Die erste Sängerin der Mimi ist die gebürtige Venezianerin Rosina Storchio.
- 25. Mai: Uraufführung des Balletts Victoria and Merrie England von Arthur Sullivan im Alhambra Theatre, Leicester Square London.
- 02. Oktober: Die Oper Porin (Demeter) von Vatroslav Lisinski wird in Zagreb uraufgeführt.
- 27. November: Am Teatro Lirico in Mailand erfolgt die Uraufführung der Oper L’Arlesiana von Francesco Cilea.
- 27. November: Uraufführung der Oper Sapho von Jules Massenet an der Opéra-Comique (Paris).

Weitere Uraufführung
- Paul Lincke: Venus auf Erden (Operette)

## Geboren

### Januar bis März
- 05. Januar: Zdenko Kestranek, österreichischer Lehrer für Sprech- und Stimmbildung, Professor († 1976)
- 05. Januar: Theo Mackeben, deutscher Pianist, Dirigent und Komponist († 1953)
- 05. Januar: Yunus Rajabiy, usbekisch-sowjetischer Komponist († 1976)
- 08. Januar: Bernard U. Taylor, US-amerikanischer Musikpädagoge († 1987)
- 08. Januar: Aleksander Brachocki, polnischer Pianist († 1945)
- 09. Januar: Luis Gianneo, argentinischer Komponist († 1968)
- 10. Januar: Sam Chatmon, US-amerikanischer Blues-Musiker († 1983)
- 14. Januar: Wasif Jawhariyyeh, palästinensischer Musiker und Chronist († 1972)
- 22. Januar: Efraín Orozco, kolumbianischer Komponist, Dirigent und Instrumentalist († 1975)
- 23. Januar: Welby Toomey, US-amerikanischer Old-Time-Musiker († 1989)
- 25. Januar: Heinz Scholz, österreichischer Pianist, Hochschullehrer und Präsident des Mozarteum Salzburg († 1988)
- 30. Januar: Georg Hann, österreichischer Kammersänger († 1950)
- 30. Januar: Gustav Schulten, deutscher Musikpädagoge, Komponist und Übersetzer († 1944 oder 1945)
- 02. Februar: Willy Schootemeijer, niederländischer Komponist und Pianist († 1953)
- 07. Februar: Käthe Volkart-Schlager, österreichische Komponistin, Pianistin und Musikpädagogin († 1976)
- 11. Februar: Yves de la Casinière, französischer Komponist und Musikpädagoge († 1971)
- 12. Februar: Břetislav Bakala, tschechischer Dirigent, Chorleiter und Komponist († 1958)
- 14. Februar: Jørgen Bentzon, dänischer Komponist († 1951)

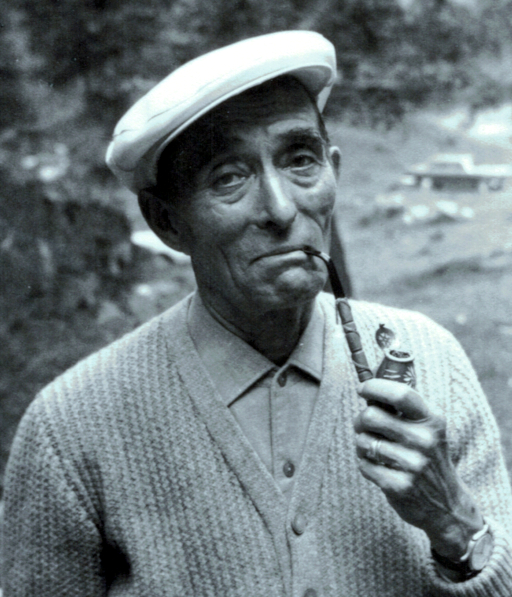
Roland Pièce; * 15. Februar

- 15. Februar: Roland Pièce, Schweizer Erfinder und Funkpionier († 1972)
- 24. Februar: Matija Bravničar, slowenischer Komponist († 1977)
- 25. Februar: Rudolf Schmidt, deutscher Pianist und Musikpädagoge († 1989)

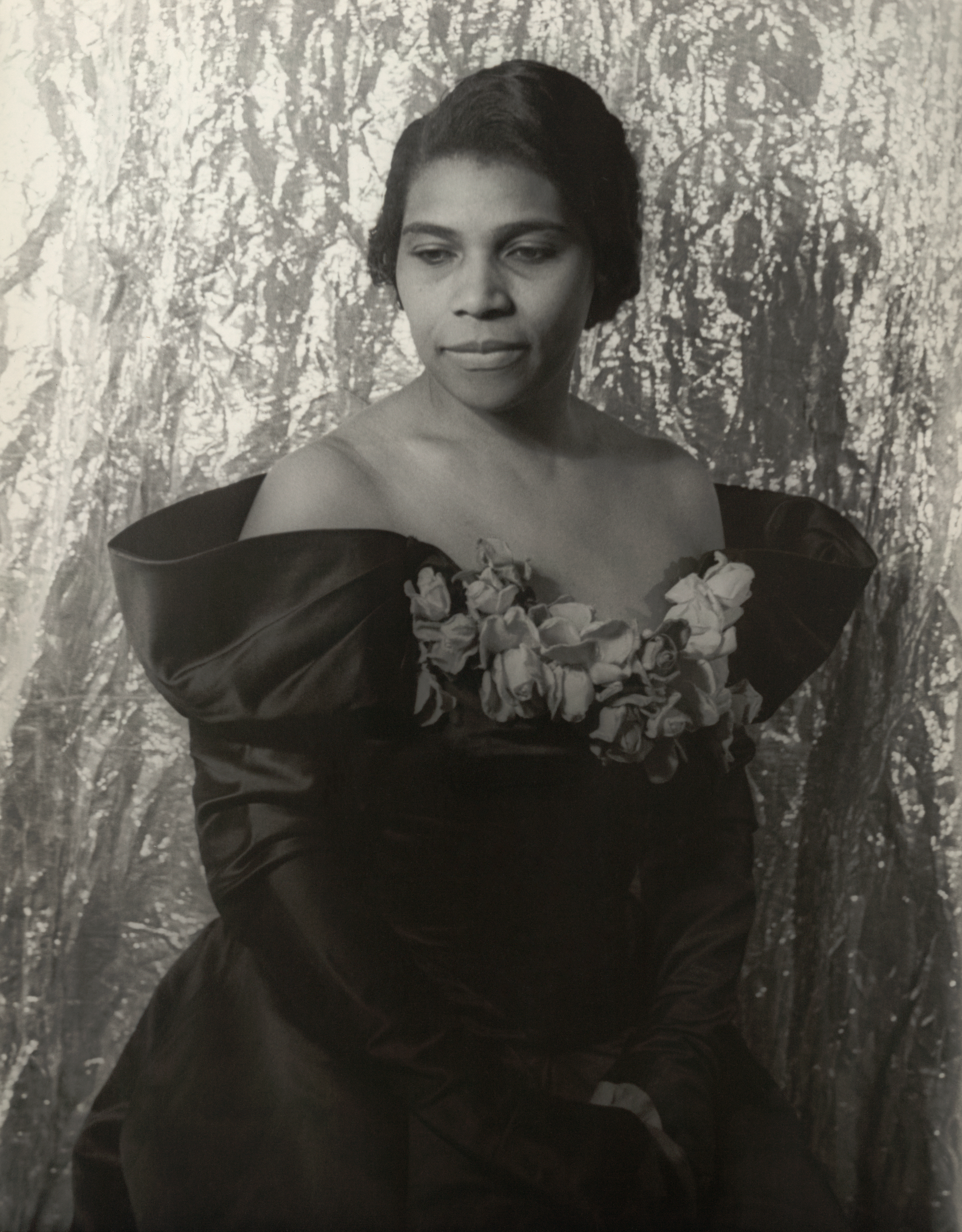
Marian Anderson; * 27. Februar

- 27. Februar: Marian Anderson, US-amerikanische Opernsängerin († 1993)
- 02. März: Gurit Kadman, israelische Tänzerin, Choreografin und Tanzpädagogin († 1987)
- 06. März: Knudåge Riisager, dänischer Komponist († 1974)
- 11. März: Julius Bürger, österreichisch-amerikanischer Komponist, Pianist und Dirigent († 1995)
- 11. März: Henry Cowell, US-amerikanischer Komponist († 1965)
- 13. März: Muhammad Abu ‘Īsā Ḥağr ʿAbd al-Wahhāb, Musiker und Komponist († 1991)
- 19. März: Moms Mabley, US-amerikanische Komikerin, Schauspielerin und Sängerin († 1975)
- 20. März: Frank Hutchison, US-amerikanischer Old-Time-Musiker († 1945)
- 25. März: Adolfo Pérez, argentinischer Bandoneonist, Bandleader und Tangokomponist († 1977)

### April bis Juni
- 01. April: Victor Bryan Acers, US-amerikanischer Sänger, Kirchenmusiker und Musikpädagoge († 1980)
- 01. April: Lucille Bogan, US-amerikanische Vaudeville- und Bluesmusikerin († 1948)
- 12. April: Julio Cueva, kubanischer Trompeter und Komponist († 1975)
- 12. April: Adolf Steiner, deutscher Violoncellist und Musikpädagoge († 1974)
- 14. April: Edgardo Donato, argentinischer Tangomusiker († 1963)
- 17. April: Harald Sæverud, norwegischer Komponist († 1992)
- 23. April: Pixinguinha, brasilianischer Musiker († 1973)
- 24. April: György Kósa, ungarischer Komponist († 1984)
- 25. April: Haro Stepanjan, armenischer Komponist († 1966)
- 26. April: Fiddlin’ Doc Roberts, US-amerikanischer Old-Time-Musiker († 1978)
- 05. Mai: Osvaldo Nicolás Fresedo, argentinischer Musiker, Arrangeur, Bandleader, Komponist und Texter († 1984)

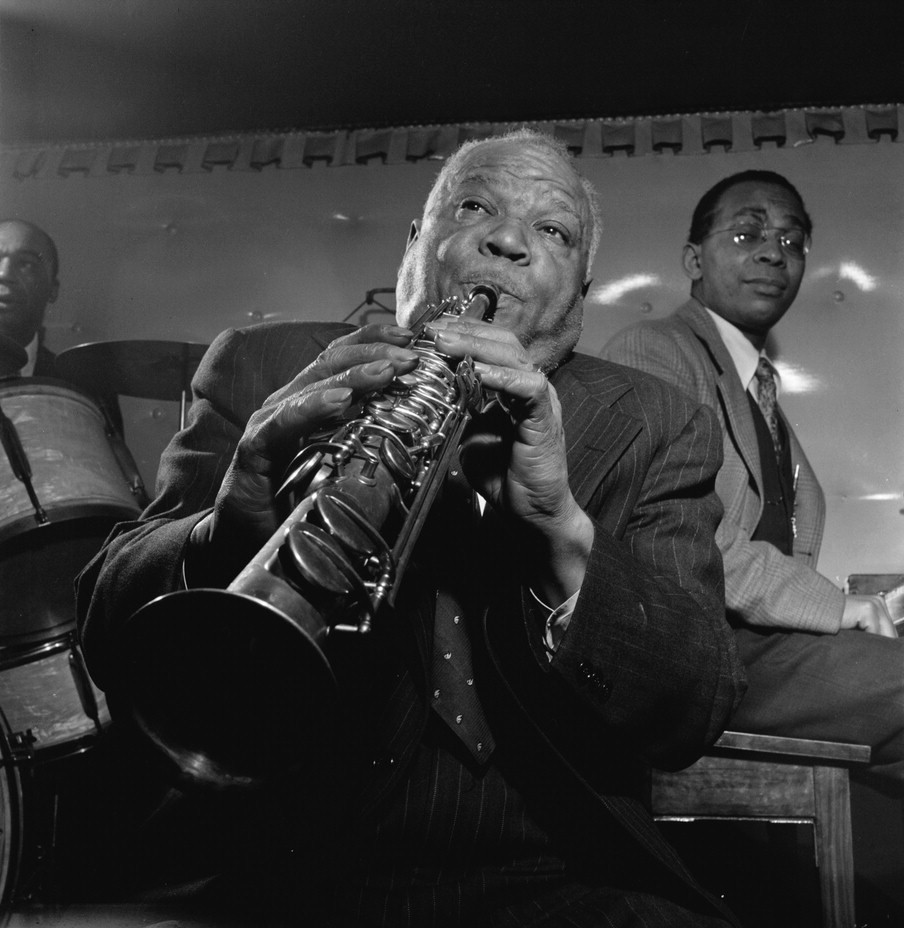
Sidney Bechet; * 14. Mai

- 14. Mai: Sidney Bechet, US-amerikanischer (kreolischer) Sopransaxofonist und Klarinettist († 1959)
- 15. Mai: George Perlman, US-amerikanischer Geiger, Komponist und Musikpädagoge († 2000)
- 16. Mai: Walther Geiser, Schweizer Komponist und Musikpädagoge († 1993)
- 18. Mai: Hans Felix Husadel, deutscher Komponist und Professor († 1964)
- 19. Mai: Enrico Mainardi, italienischer Cellist, Komponist und Dirigent († 1976)
- 28. Mai: Georg Monthy, deutscher Opernsänger († 1984)

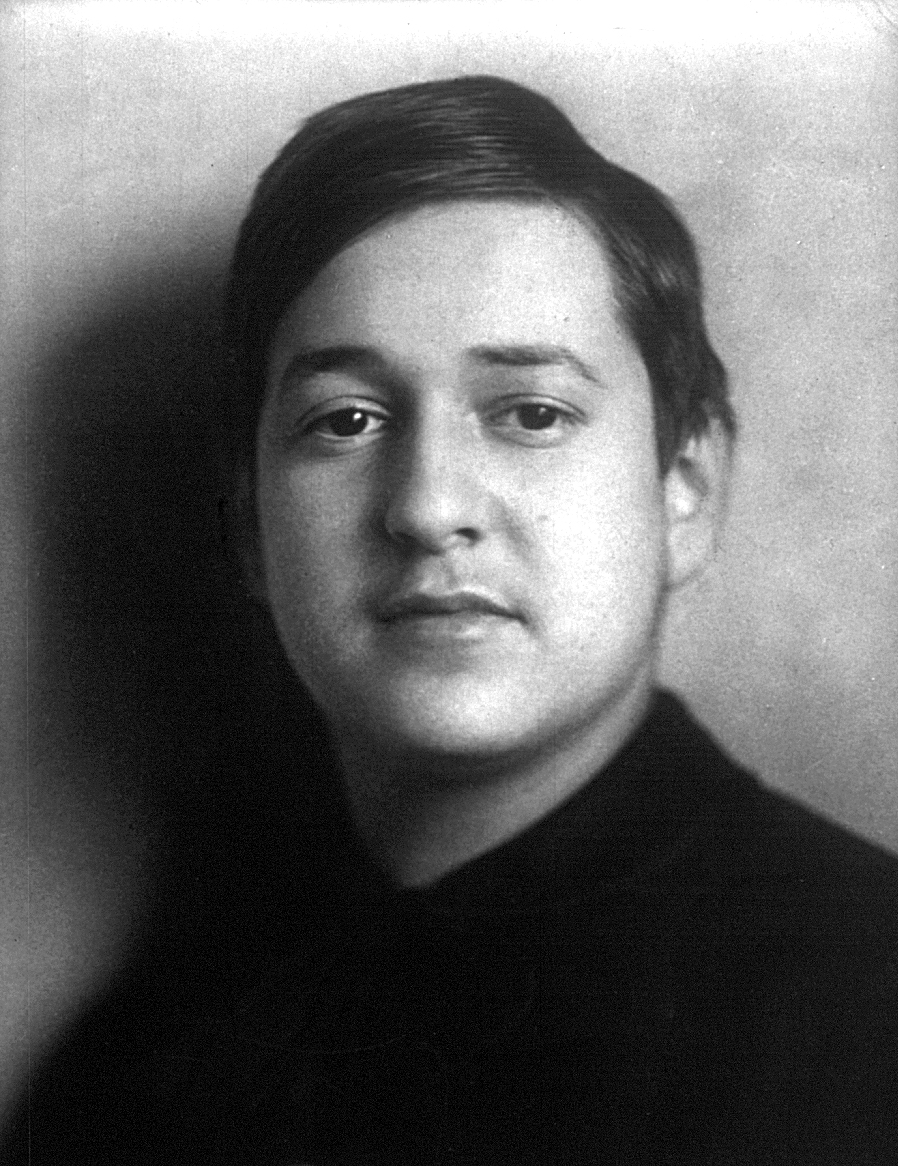
Erich Wolfgang Korngold; * 29. Mai

- 29. Mai: Erich Wolfgang Korngold, österreichisch-US-amerikanischer Komponist, Dirigent und Pianist († 1957)
- 30. Mai: Paul Denniker, US-amerikanischer Komponist († nach 1947)
- 03. Juni: Memphis Minnie, US-amerikanische Bluesmusikerin († 1973)
- 05. Juni: Jara Beneš, tschechischer Komponist († 1949)

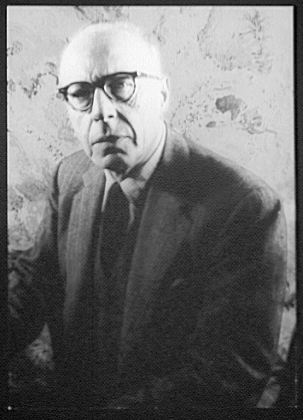
George Szell; * 7. Juni

- 07. Juni: George Szell, ungarisch-amerikanischer Dirigent († 1970)
- 11. Juni: Alexandre Tansman, polnisch-französischer Komponist († 1986)
- 12. Juni: Josefina Acosta de Barón, kolumbianische Pianistin, Musikpädagogin und Komponistin († nach 1945)
- 15. Juni: Rafael Ignacio, dominikanischer Komponist († 1984)
- 17. Juni: Friedrich Herzfeld, deutscher Kapellmeister, Musikschriftsteller und Musikkritiker († 1967)
- 22. Juni: Murtuza Məmmədov, aserbaidschanischer Tenor, Musikpädagoge und Musikethnologe († 1961)
- 23. Juni: Boris Josefowitsch Kroyt, russisch-amerikanischer Violinist, Bratschist und Musikpädagoge († 1969)
- 23. Juni: Terig Tucci, argentinischer Komponist, Violinist, Pianist und Mandolinist († 1973)
- 24. Juni: Hermann Busch, deutscher Cellist († 1975)
- 27. Juni: Heinz Geyer, deutscher Dirigent und Komponist, tätig in Brasilien († 1982)
- 29. Juni: José Dolores Cerón, dominikanischer Komponist († 1969)
- 29. Juni: Ottmar Gerster, deutscher Komponist († 1969)

### Juli bis September
- 05. Juli: Paul Ben-Haim, israelischer Komponist († 1984)
- 09. Juli: Rosita Melo, uruguayisch-argentinische Tangosängerin und -komponistin († 1981)
- 13. Juli: Enrique Maciel, argentinischer Tangogitarrist, Pianist, Bandleader und Komponist († 1962)
- 17. Juli: Hermann Neuling, deutscher Hornist und Komponist († 1967)
- 25. Juli: Hermann Ambrosius, deutscher Komponist und Musikpädagoge († 1983)
- 31. Juli: Agesilao Ferrazzano, argentinischer Geiger, Bandleader und Tangokomponist († 1980)
- 31. Juli: Ignacio Fleta, spanischer Gitarrenbauer († 1977)
- 05. August: Juan Carlos Paz, argentinischer Komponist († 1972)
- 08. August: Wilhelm Gabriel, deutscher Komponist und Musikverleger († 1964)
- 14. August: Simone Plé-Caussade, französische Komponistin, Pianistin und Musikpädagogin († 1986)
- 22. August: Nick Lucas, US-amerikanischer Jazz- und Unterhaltungsmusiker (Gitarre, Gesang) († 1982)
- 25. August: Jaroslav Řídký, tschechischer Komponist, Dirigent, Musiker und Musiklehrer († 1956)
- 28. August: Richard Seuß, deutscher Korvettenkapitän, Lehrer und Komponist († 1963)
- 29. August: Ernst Reiter, Schweizer Sänger, Gesangspädagoge und Komponist († nach 1962)
- 29. August: Helge Rosvaenge, dänischer Tenor († 1972)
- 01. September: Geza Slovig, rumäniendeutscher Kirchenmusiker, Musikpädagoge und Komponist († 1944)
- 03. September: Monica Harrison, britische Sängerin († 1983)
- 03. September: Francisco Mignone, brasilianischer Komponist († 1986)
- 04. September: Gus Arnheim, US-amerikanischer Pianist, Komponist, Arrangeur und Bandleader († 1955)

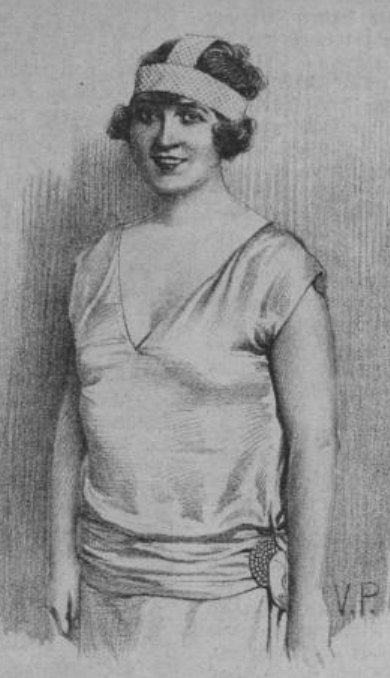
Nora Girardi; * 5. September

- 05. September: Nora Girardi, österreichische Operettensängerin und Schauspielerin († 1928)
- 08. September: Hugo de Groot, niederländischer Komponist und Dirigent († 1986)
- 08. September: Jimmie Rodgers, US-amerikanischer Country-Musiker († 1933)
- 10. September: Hilde Hildebrand, deutsche Schauspielerin und Sängerin († 1976)
- 13. September: Honorio Siccardi, argentinischer Komponist († 1963)
- 17. September: Will Meisel, deutscher Tänzer, Komponist und Verlagsgründer († 1967)
- 19. September: Loren McMurray, US-amerikanischer Jazzmusiker (Altsaxophon, Klarinette) († 1922)
- 20. September: Karel Philippus Bernet Kempers, niederländischer Musikwissenschaftler († 1974)
- 21. September: Carl Spannagel, deutscher Komponist, Bratschist und Musikpädagoge († 1986)

### Oktober bis Dezember
- 05. Oktober: Gaspar Cassadó, spanischer Cellist († 1966)
- 08. Oktober: Joseph Calvet, französischer Geiger († 1984)
- 18. Oktober: Karl Pauspertl, österreichischer Kapellmeister und Komponist († 1963)
- 18. Oktober: Elsa Maria Schiller, österreichische Pianistin, Rundfunkmitarbeiterin und Schallplattenproduzentin († 1974)
- 21. Oktober: Lina Prokofjewa, spanisch-russische Sängerin († 1989)
- 24. Oktober: Lazar Weiner, US-amerikanischer Komponist und Chorleiter († 1982)
- 30. Oktober: Agustín Lara, mexikanischer Komponist und Sänger († 1970)
- 02. November: Berta Michailowna Reingbald, sowjetische und russische Pianistin († 1944)
- 04. November: Oscar Lorenzo Fernández, brasilianischer Komponist († 1948)
- 12. November: Karl Marx, deutscher Komponist und Pädagoge († 1985)
- 22. November: Ursula van Diemen, deutsche Sängerin und Schauspielerin († 1988)
- 30. November: Lilli Bohnke, deutsche Violinistin († 1928)
- 30. November: Quinto Maganini, US-amerikanischer Komponist und Dirigent († 1974)
- 30. November: Lee Morse, US-amerikanische Jazz- und Blues-Sängerin, Songwriterin, Gitarristin und Schauspielerin († 1954)
- 05. Dezember: Sonny Boy Williamson, US-amerikanischer Bluesmusiker († 1965)
- 10. Dezember: Ernesto Cortázar, mexikanischer Komponist, Schauspieler, Regisseur und Drehbuchautor († 1953)
- 14. Dezember: Georges Thill, französischer Operntenor († 1984)

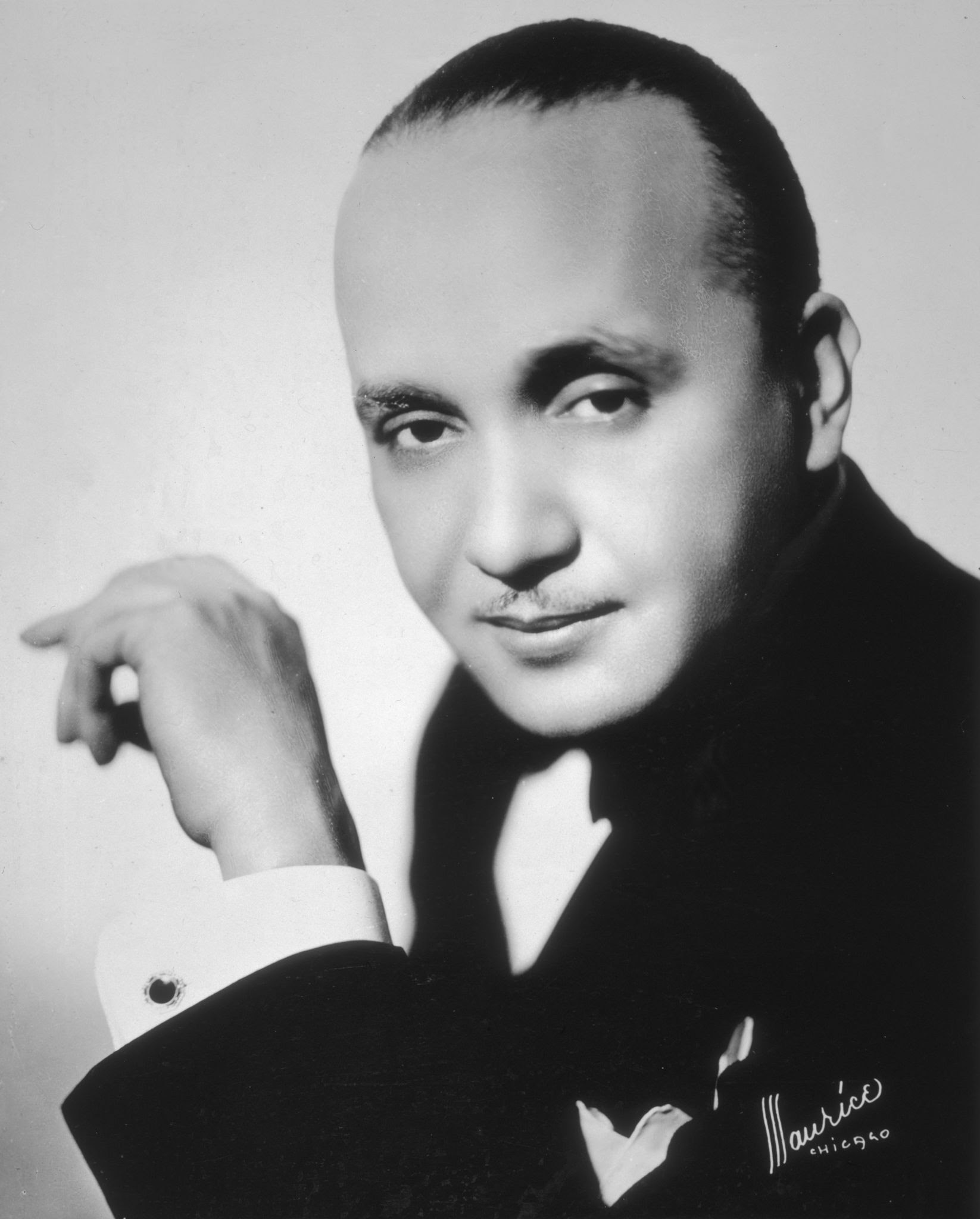
Fletcher Henderson; * 18. Dezember

- 18. Dezember: Fletcher Henderson, US-amerikanischer Jazz-Pianist, Bandleader und Komponist († 1952)
- 19. Dezember: Dajos Béla, russischer Geiger und Tanzkapellenleiter († 1978)
- 22. Dezember: Max Hansen, dänischer Kabarettist, Filmschauspieler und Sänger († 1961)
- 22. Dezember: Gertrud Hüssy, Pädagogin, Kirchenlieddichterin, Mitbegründerin der Bruderhofgemeinschaften († 1985)
- 25. Dezember: Gladys Swarthout, US-amerikanische Sängerin († 1969)
- 29. Dezember: Hermann Heiß, deutscher Komponist für Zwölftonmusik und Elektronische Musik († 1966)
- 31. Dezember: Liva Weel, dänische Sängerin und Schauspielerin († 1952)

### Genaues Geburtsdatum unbekannt
- Juliette Alvin, französisch-britische Cellistin und Musiktherapeutin († 1982)
- Lucia Branco, brasilianische Pianistin und Musikpädagogin († 1973)
- Rildia Bee Cliburn, US-amerikanische Musikpädagogin († 1994)
- Maurice Franck, französischer Komponist und Musikpädagoge († 1983)
- Mlada Lypowezka, italienische Sängerin, Übersetzerin und Journalistin († 1963)

## Gestorben

### Todesdatum gesichert
- 11. Februar: Jelisaweta Wassiljewna Kotschubei, russische Komponistin (* 1821)
- 23. Februar: Woldemar Bargiel, deutscher Komponist (* 1828)
- 10. März: Teodulo Mabellini, italienischer Komponist (* 1817)
- 13. März: Bruno Ramann, deutscher Komponist (* 1832)

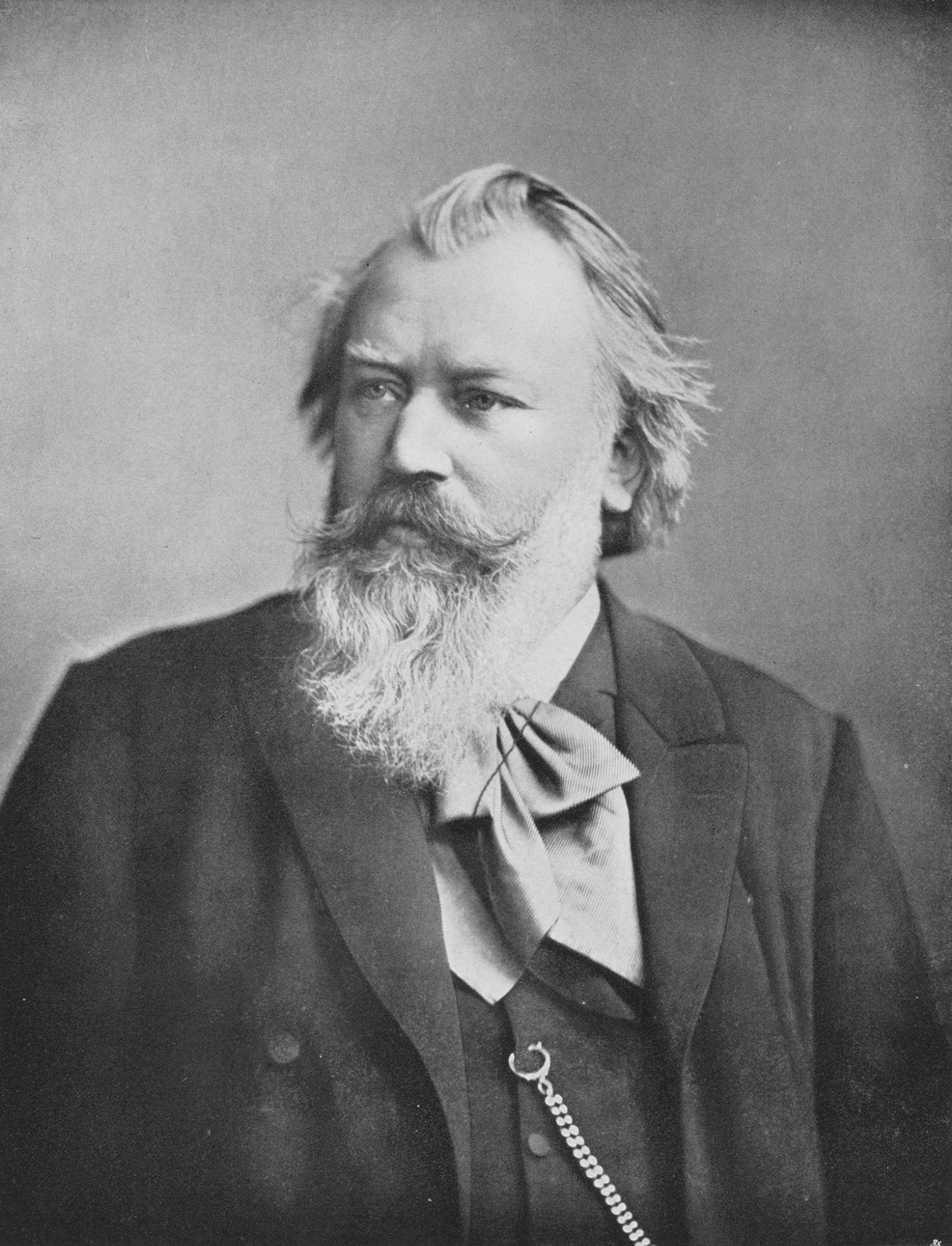
Johannes Brahms; † 3. April

- 03. April: Johannes Brahms, deutscher Pianist und Komponist der Romantik (* 1833)
- 23. April: Clement Harris, britischer Pianist und Komponist (* 1871)
- 26. April: Roberto Stagno, italienischer Operntenor (* 1840)
- 10. Mai: William Thomas Best, englischer Organist (* 1826)
- 14. Mai: Max Maretzek, US-amerikanischer Operndirektor, Dirigent und Komponist (* 1821)
- 15. Mai: John Naylor, englischer Organist und Komponist (* 1838)
- 31. Mai: Elizabeth Mary Palmer, neuseeländische Musik- und Gesangslehrerin, Interpretin, Komponistin und Konzertveranstalterin (* 1832)
- 09. Juni: Juan Cansino y Antolínez, spanischer Organist, Pianist, Komponist und Musikpädagoge (* 1826)
- 18. Juni: Franz Krenn, österreichischer Komponist (* 1816)
- 29. Juni: Otakar Berger, tschechischer Cellist (* 1873)
- 27. Juli: Bernhard Kothe, deutscher Komponist, Kirchenmusiker, Musikhistoriker und -pädagoge (* 1821)
- 26. August: August Naubert, deutscher Pianist, Organist, Musiklehrer und Komponist (* 1839)
- 12. September: Alix Fournier, französischer Komponist (* 1864)

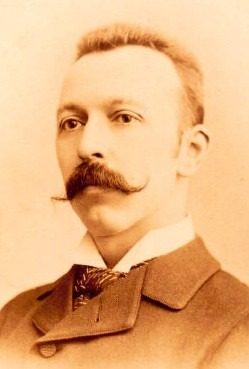
Leon Boellmann; † 11. Oktober

- 11. Oktober: Léon Boëllmann, französischer Organist und Komponist (* 1862)
- 17. Oktober: Isidor Dannström, schwedischer Komponist (* 1812)
- 19. Oktober: Friedrich Hermann Lütkemüller, deutscher Orgelbauer (* 1815)
- 06. November: Edouard Deldevez, französischer Komponist, Violinist und Dirigent (* 1817)
- 29. November: Reinhold Succo, deutscher Organist, Kantor und Komponist (* 1837)
- 04. Dezember: Adolf Neuendorff, deutsch-US-amerikanischer Komponist, Pianist, Regisseur und Theaterintendant (* 1843)
- 29. Dezember: Léon Carvalho, französischer Sänger und Operndirektor (* 1825)

### Genaues Todesdatum unbekannt
- Zekai Dede, türkischer Komponist (* 1825)